# Physoglenes lagos
Physoglenes lagos är en spindelart som beskrevs av Norman I. Platnick 1990. Physoglenes lagos ingår i släktet Physoglenes och familjen Synotaxidae. Inga underarter finns listade i Catalogue of Life.